# Вахтанг I Горгасалі

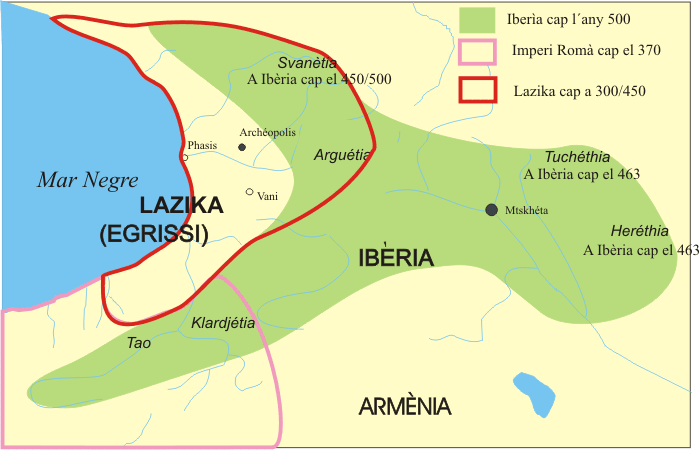
Найбільше розширенні Іберії при Вахтанзі I

Вахтанг I Горгасалі або Вахтанг Вовча Голова (груз. ვახტანგ I გორგასალი, прибл. 440, Мцхета, Царство Іберія — 502, Уджарма, Царство Іберія) — цар Іберії в другій половині V століття, один з основоположників грузинської державності. Син Мірдата V з династії Хосровідів. Його прізвисько «Горгасалі» перекладається з перської як «вовча голова» (натяк на форму його шолома). 
Родич та данник перських Сасанідів, Вахтанг брав участь в їхніх війнах з греками та ефталітами. У відносинах з Візантією домагався визнання автокефалії Грузинської церкви. Він провів заходи щодо зміцнення грузинських фортець та вступив в союз з вірменськими Маміконянами, а в 482 очолив велике повстання проти перського панування. 
Коли антиперська боротьба грузин та вірмен зазнала поразки, Вахтанг I був змушений шукати порятунку в Егрісі. Обіцяючи покірність Сасанідам, повернувся в Іберію і чи то заснував, чи то перебудував Тбілісі, в який розраховував перенести із Мцхеті столицю держави. Він відмовився брати участь у перських війнах з Візантією та загинув в битві з каральним загоном Сасанідів. 
Грузинський народ протягом століть зберігає пам'ять про царя Вахтанга I. Він став улюбленим героєм народних сказань, а грузинська церква зарахувала його до лику святих. 
Орден Вахтанга Горгасала є однією з вищих державних нагород Грузії. Останки його покояться в соборі Свєтіцховелі. 